# Crytea quadrigilvata
Crytea quadrigilvata är en stekelart som beskrevs av Heinrich 1968. Crytea quadrigilvata ingår i släktet Crytea och familjen brokparasitsteklar. Inga underarter finns listade i Catalogue of Life.